# ألان كوك
ألان كوك (بالإنجليزية: Alan Cook)‏ (25 أبريل 1992 - ) هو مدرب كرة قدم ولاعب كرة قدم بريطاني في مركز الوسط. لعب مع نادي دمبرتون ونادي إيست فيف ونادي ستنهاوسموير ونادي ستيرلينغ ألبيون وأردريونيانز ونادي اربوراث.

## وصلات خارجية
- ألان كوك على موقع قاعدة بيانات كرة القدم.إي يو (الإنجليزية)
- ألان كوك على موقع Soccerbase.com (لاعب) (الإنجليزية)